# Shonto (Arizona)
Shonto es un lugar designado por el censo ubicado en el condado de Navajo en el estado estadounidense de Arizona. En el Censo de 2010 tenía una población de 591 habitantes y una densidad poblacional de 49,94 personas por km².

## Geografía
Shonto se encuentra ubicado en las coordenadas 36°35′15″N 110°39′38″O / 36.58750, -110.66056. Según la Oficina del Censo de los Estados Unidos, Shonto tiene una superficie total de 11.83 km², de la cual 11.81 km² corresponden a tierra firme y (0.24%) 0.03 km² es agua.

## Demografía
Según el censo de 2010, había 591 personas residiendo en Shonto. La densidad de población era de 49,94 hab./km². De los 591 habitantes, Shonto estaba compuesto por el 5.08% blancos, el 0.51% eran afroamericanos, el 92.55% eran amerindios, el 0% eran asiáticos, el 0% eran isleños del Pacífico, el 0.68% eran de otras razas y el 1.18% pertenecían a dos o más razas. Del total de la población el 4.4% eran hispanos o latinos de cualquier raza.